# Gazi Ferhad-paša Sokolović
Gazi Ferhad Paša Sokolović je bil najprej kliški (1566–1573)  nato bosanski sandžak-beg (1573–1580),  in tudi prvi bosanski beglerbeg (1580–1588) ter beglerbeg Budimskega pašaluka (1588–1590),, kjer je tudi umrl. Znan je po tem, da je ustanovitelj in graditelj starega mesta Banja Luke kot kasabe in šehera, ter graditelj takratnega Zemunika, ki je v 16. stoletju postal mesto z največ prebivalci v dalmatinskem delu Krškega sandžaka.

## Zgodnje obdobje življenja (1530–1566)
Rodil se je okoli leta 1530 kot sin Rustem-bega Sokolovića, sestrič slavnega velikega vezirja Mehmed-paše Sokolovića. Imel je dva brata in sicer mlajšega Ali-beg Sokolovića, ki je znan kot kliški sandžak-beg, in Derviš-beg Sokolovića. Predno je bil imenovan za kliškega sandžak-bega je bil ulufedžibaša – dnevničar.

## Kliški sandžak-beg (1566–1573)
Jeseni leta 1566 je bil Ferhad-paša Sokolović imenovan za [[Kliški sandžak|kliškega sandžak-bega, kar je leto potem ko je njegov sestrič Mehmed-paša Sokolović postal veliki vezir Osmanskega cesarstva. Leta 1570 je osvojil  trdnjavo Vespoljac, ki jo je potem obnovil in dal ime »Sejdi Islam« (steber islama). V času otomansko-ciprske vojne (1570-1573) in Bitke pri Lepantu (1571–1573) je izvedel več vojaških operacij v dalmatinskem zaledju. Boji so se pričeli z napadom na Šibeniško območje, vrstili pa so se tudi stalni napadi na Split. S prodiranjen proti Zadru je osvojil Zemunik, Ozren, Brodin, zaledje Trogirja in oblegal Novigrad. Benečani so neuspešno napadali Klis, Makarsko in Novi, za krajši čas je zasedel trdnjave Kamen in Solin, ter Skradin. Osvojene trdnjave je Ferhad-beg priključil Kliškemu sandžaku in tako precej razširil območje pod oblastjo Osmanskega cesarstva. Ferhad-begova osvajanja so bila del glavne politike Osmanskega cesarstva na tem teritoriju s ciljem, da cesarstvo razširijo na severozahod bližje Dunaju – prestolnici Habsburške monarhije, stebru krščanstva. V zvezi z razmejitvijo v Dalmaciji, je Ferhad-paša odigral glavno vlogo pri podpisovanju mirovnega sporazuma. V svoji knjigi  Zgodovina Muvekkit razmejitev razlaga s sledečimi besedami: "...Takrat so se neverniki predali in pristali da s Ferhad-pašo sklenejo mir in da se po njegovi želji določi meja. Po mirovnem sporazumu so Benečani in Osmani zadržali tisto, kar je bilo takrat v njihovi posesti, Benečani pa so morali še plačati 300.000 dukatov za odkup 50 vasi okoli Zadra, 30 okoli Šibenika in za Posedarje, tako je bil edina dejanska izguba le Zemunik. Njegov nasljednik na poziciji kliškega sandžak-bega je bil njegov sorodnik Lala Kara Mustafa-paša Sokolović.

## Bosanski sandžak-beg (1573–1580)
Ko je bil takratni bosanski sandžak-beg Lala Mehmed-paša Sokolović premeščen za dvorskega uradnika v Carigrad,  je bil na njegovo mesto imenovan njegov sorodnik Ferhad-paša, ki  je svojo sposobnost pred tem že dokazal v vojni in z mirom sklenjenim z Benečani marca leta 1573. Ferhad-beg je leta 1573 z okoli tisoč ljudmi prišel v Banjo Luko kakor to detaljno opisuje  Ibrahim Alajbegović Pečevija, čigar stric je bil Ferhad-beg, in sicer da je njegova osebna straža, ki je bila vedno ob njem, štela okoli 200 do 300 ljudi. V prvem letu upravljanja Bosne leta 1573 je Ferhad-beg z 10.000 do 12.000 vojaki začel vojni pohod proti Bihaću, ter še izstega leta vdrl na Hrvaško, kjer je nanj pričakal avstrijski general Herbard Turjaški pri utrdbi Budački na reki Radonji, pritoku Korane. 22. septembra 1575 je prišlo do bitke v kateri je bil baron Herbert Turjaški ubit, njegova vojska pa popolnoma poražena; njegovega sina grofa  Volk Engelbert Turjaški pa so zajeli v suženjstvo. Mati Volka je plačala, po navedbah Ibrahima Pečevije, 30.000 dukatov za sinovo rešitev. S tem denarjem je Ferhad-beg zgradil  Ferhad-pašino mošejo v Banji Luki. Ta džamija je eden od najlepših arhitektonskih spomenikov osmanskega obdobja v Bosni. Mirovni sporazum z  Habsburško Monarhijo je Mehmed-paša Sokolović obnovil leta 1575, vendar je Ferhad-beg nadaljeval z vojaškimi akcijami in roparskimi vpadi. Tekom leta 1576 so njegove sile izvršile okoli 50 do 60 vpadov v  bansko Hrvaško. Aprila 1576 je Ferhad-beg s sedem tisoč vojaki vpadel pod Hrastovico, spotoma pa so ropali nezaščitene vasi. V juniju je zavzel grad Bužim, julija pa Cazin. Njegov naslednji cilj je bil Bihać, kjer je uspel zudrževati velik del nasprotnikove vojske. V začetku leta 1577 je stopil v veljavo mir, ki ga je s [[Visoka porta|Porto] sklenil David Ungnad  s čimer so prenehali vpadi Ferhad-bega na Hrvaško, Slovenijo in Ogrsko. Ungnad je zahteval, da Turki vrnejo Cazin in Bužim za odškodnino 50.000 cekinov, a je to ponudbo Mehmed-paša odbil. Zaradi te odločitve Mehmed-paše je Ferhad-beg nadaljeval z osvajanjem in zavzel Mutnik, Veliko Kladušo, Peći, Podzvizd in Zrin. Tako so Osmani zavzeli vsa mesta okoli Une razen Bihaća.

## Bosanski beglerbeg (1580–1588)
Bosanski pašaluk je bil ustanovljen leta 1580 z ukazom sultana. Za prvega beglerbega Bosne in s tem pašo je bil postavljen Ferhad-paša Sokolović. 

## Budimski beglerbeg (1588–1590)
Leta 1588  je bil premeščen oziroma imenovan za budimskega beglerbega, in na tej funkciji preživel le dve leti, saj ga je septembra 1590 ubil nek njegov suženj. Posmrtne ostanke so prenesli v Banja Luko in ga pokopali v grobnici ob Ferhadiji džamiji.